# 雷德奧克鎮區 (愛荷華州錫達縣)
雷德奧克鎮區（英語：Red Oak Township）是位於美國愛荷華州錫達縣的一個行政鎮區。

## 地方資料
根據2010年美國人口普查的數據，雷德奧克鎮區的面積為61.28平方千米，當中陸地面積為61.28平方千米，而水域面積為0.00平方千米。當地共有人口194人，而人口密度為每平方千米3.17人。